# Laemophloeus shastanus
Laemophloeus shastanus är en skalbaggsart som beskrevs av Thomas Casey 1916. Laemophloeus shastanus ingår i släktet Laemophloeus och familjen ritsplattbaggar. Inga underarter finns listade i Catalogue of Life.